# 夏侯亶
夏侯 亶（かこう たん、生年不詳 - 529年）は、南朝斉から梁にかけての軍人・政治家。字は世龍。本貫は譙郡譙県。

## 経歴
夏侯詳の長男として生まれた。南朝斉初に奉朝請を初任とした。永元末年、父が西中郎南康王司馬となって荊州に赴任すると、夏侯亶は建康に留まった。崔慧景が反乱を起こすと、夏侯亶は反乱軍を食い止めた功績で、驍騎将軍の位を受けた。蕭衍が起兵すると、父の夏侯詳は長史の蕭穎冑とともに起兵に協力し、ひそかに都にいる夏侯亶に手紙を出して迎えようとした。夏侯亶は宣徳皇后の命令書を持ち出し、和帝の擁立に貢献した。建康が平定されると、夏侯亶は尚書吏部郎となった。まもなく侍中に転じ、玉璽を蕭衍のもとに届けた。天監元年（502年）、宣城郡太守として出向した。まもなく入朝して散騎常侍となり、右驍騎将軍を兼ねた。天監6年（507年）、平西始興王長史・南郡太守として出向したが、父が死去したため辞職した。墓の側に廬を建てて喪に服し、遺産を弟たちに分け与えた。天監8年（509年）、持節・都督司州諸軍事・信武将軍・司州刺史として再起し、安陸郡太守を兼ねた。父の豊城県公の封を嗣いだ。天監12年（513年）、召還されて都官尚書に任じられ、給事中・右衛将軍に転じ、豫州大中正を兼ねた。天監15年（516年）、信武将軍・安西長史・江夏郡太守として出向した。天監17年（518年）、入朝して通直散騎常侍・太子右衛率となり、左衛将軍に転じ、前軍将軍を兼ねた。まもなく明威将軍・呉興郡太守として出向した。善政で知られ、官吏や民衆がかれの肖像を描き、碑を建てて顕彰した。普通3年（522年）、入朝して散騎常侍となり、右驍騎将軍を兼ね、太府卿に転じた。仕事上の失敗で免職されたが、しばらくして復職した。普通5年（524年）、中護軍に転じた。
普通6年（525年）、南朝梁が北伐の軍を起こすと、豫州刺史の裴邃が先遣の軍を率いて南道から寿陽城を攻撃したが、落とすことができないうちに死去した。そこで夏侯亶が使持節を加えられ、裴邃に代わって派遣され、北魏の河間王元琛や臨淮王元彧らと対峙した。まもなく軍を合肥に返すよう命令が下ったため、兵士や馬を休息させ、堰を修築してから進発した。普通7年（526年）夏、淮水が堰を越え、寿陽城が水没しそうになったため、蕭衍は北道から元樹を進ませ、夏侯亶には湛僧智・魚弘・張澄らを率いさせて淮水・淝水地域に進入させようとした。北魏軍は淝水をはさんだ地に築城し、夏侯亶の軍の後背に出ようとしたので、夏侯亶は湛僧智とともに北魏軍を襲撃して撃破した。黎漿に進攻し、北道を取った韋放と合流した。ともに進軍して52城を降した。寿陽に豫州が置かれ、合肥に南豫州が置かれ、夏侯亶は使持節・都督豫州縁淮南豫霍義定五州諸軍事・雲麾将軍・豫南豫二州刺史となった。寿春は長らく兵乱のために荒廃し、民衆の多くは離散していたが、夏侯亶が賦税や労役を軽減し、農業を勧奨すると、ほどなく人口は回復した。大通2年（528年）、平北将軍に進んだ。
大通3年（529年）、州鎮で死去した。車騎将軍の位を追贈された。諡は襄といった。

## 子女
- 夏侯誼（豊城公、太子舎人・太子洗馬、侯景の乱のときに弟とともに建康城中で死去した）
- 夏侯損（侯景の乱のときに兄とともに包囲下の建康城中で死去した）

## 伝記資料
- 『梁書』巻28 列伝第22
- 『南史』巻55 列伝第45